# 五十嵐神社
五十嵐神社（いからしじんじゃ）は、新潟県三条市飯田にある神社。式内社（小社）。旧社格は県社。

## 概要
「延喜式神名帳」越後国蒲原郡条の「伊加良志神社」に比定される。近世には「若一王子」「飯田神社」とも称された。祭神は五十日帯彦命。五十日帯彦命は字宮沢の地に居住し、治水・農耕の技術を教え、下田郷の開拓に当たったと伝えられ、五十嵐川の名もこれに由来するという。例祭は5月3日。伊加良志神社の論社としては同市北五百川の八木神社も挙げられるが、当社を支持する説が多い。
現在は五十嵐川を望む丘陵上に位置するが、中世においては丘陵下に居館を構えていた在地豪族、五十嵐小文治の館の鬼門の位置にあったと推定される。
境内にある注連掛大杉には、五十嵐小文治吉辰が館の庭から投げた巨石がめり込んだ杉という伝えを持ち、樹皮を煎じて飲むと安産の効果があるとして信仰を集めていた。昭和29年（1954年）に新潟県天然記念物に指定されたが、36年（1961年）第2室戸台風の被害を受けて枯死し、指定を解除された。

## 現地情報
所在地
- 新潟県三条市飯田2283番地

交通アクセス
- 車
  - 北陸自動車道三条燕ICから車で約40分
- バス
  - 東三条駅から越後交通「八木ヶ鼻温泉」行きバス乗車、約30分後「下田中学校前」で降車し徒歩20分